# The Time Has Come (píseň, Mike Oldfield)
„The Time Has Come“ je píseň britského multiinstrumentalisty Mika Oldfielda. Vydán byla jako jeho dvacátý čtvrtý singl v roce 1987 a v britské hudební hitparádě se neumístila.
Singl „The Time Has Come“ pochází z Oldfieldova alba Islands vydaného v září 1987. Píseň „The Time Has Come“ zpívá tehdejší Oldfieldova přítelkyně, norská zpěvačka Anita Hegerlandová. Na B straně singlu se potom nachází výňatek z instrumentální kompozice „The Wind Chimes“.
Vydána byla rovněž verze na dvanáctipalcové gramofonové desce. Na ni byla navíc zařazena prodloužená verze písně „The Time Has Come“.
Mezinárodní verze singlu obsahují na B straně místo části kompozice „The Wind Chimes“ píseň „North Point“ (zpěv Anita Hegerlandová).

## Seznam skladeb
7" verze
1. „The Time Has Come“ (Oldfield) – 3:53
2. „Final Extract from The Wind Chimes (Part 2)“ (Oldfield) – ?:??

12" verze
1. „The Time Has Come“ (Oldfield) – 4:25
2. „The Time Has Come (LP Version)“ (Oldfield) – 3:53
3. „Final Extract from The Wind Chimes (Part 2)“ (Oldfield) – ?:??